# Deurlemolen

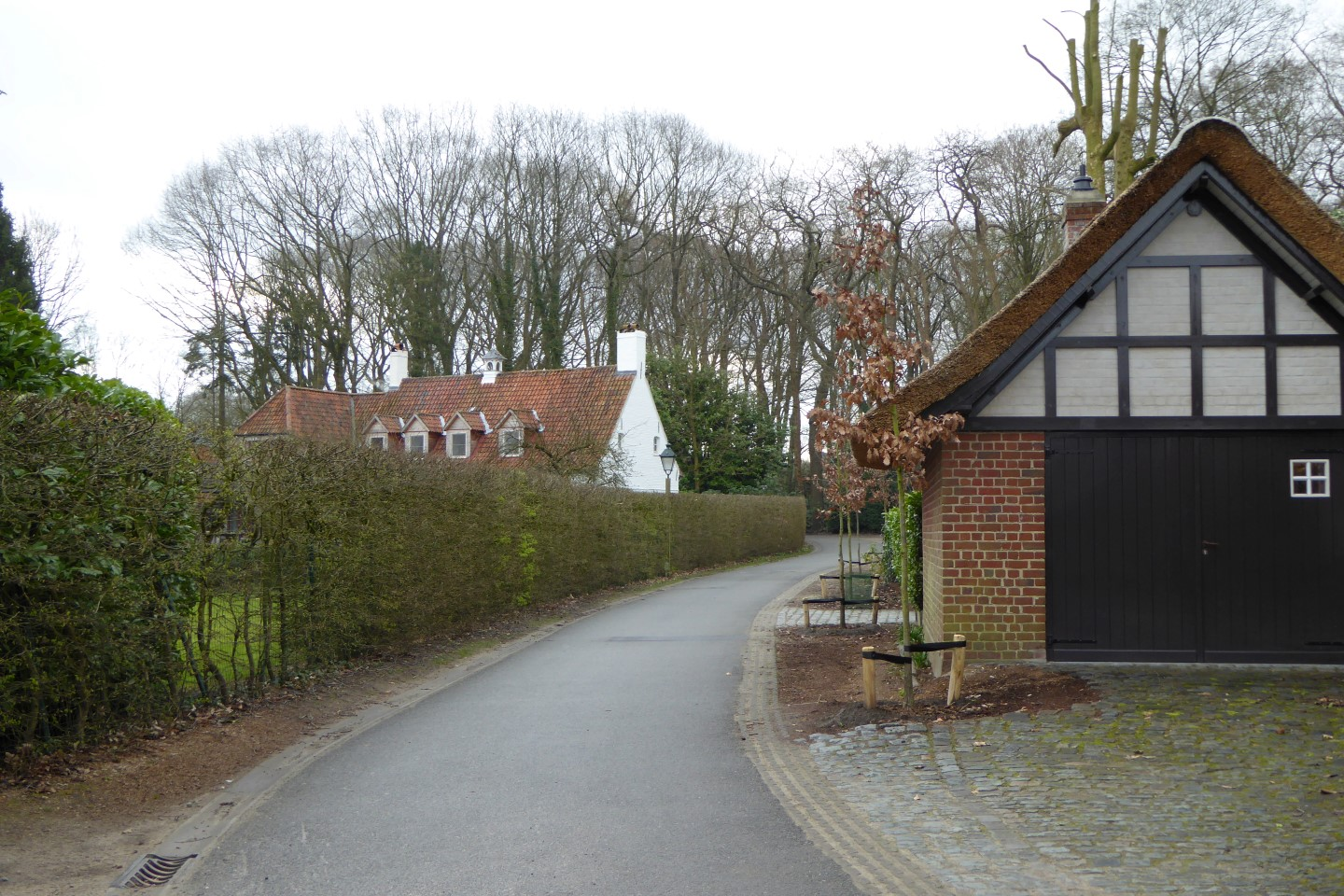
Muldersdreef met de molenaarswoning op de achtergrond

De Deurlemolen was een windmolen in de tot de Oost-Vlaamse gemeente Sint-Martens-Latem behorende plaats Deurle, gelegen aan Muldersdreef 13.
Deze windmolen van het type open standerdmolen fungeerde als korenmolen.

## Geschiedenis

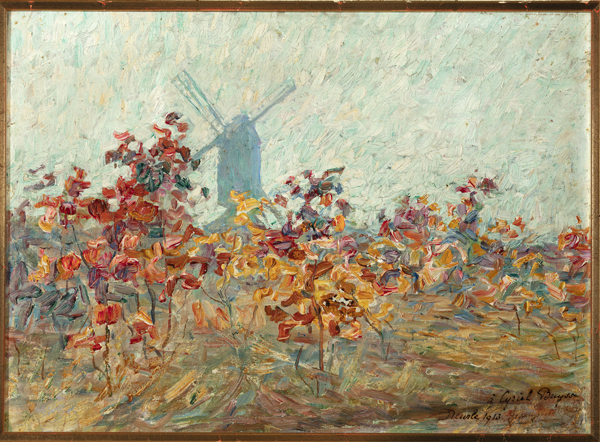
Schilderij van de Deurlemolen door Jenny Montigny (1913)

De molen werd opgericht in 1592. Voordien stond op deze plaats ook een molen, maar die werd vernield tijdens de godsdiensttwisten. De molen was eigenaar van de heren van Nevele.
In 1858 werd naast de molen een rosmolen gebouwd, die eveneens als korenmolen dienst deed. Deze was in 1900 al buiten werking.
In 1911 werd de molen aangekocht door Cyriel Buysse, maar op 2 november 1918 werd de molen door de zich terugtrekkende Duitsers opgeblazen. In 1922 werd op dezelfde plaats, met de vergoeding voor de oorlogsschade, een kleinere molen opgericht. Deze molen werd later gedemonteerd in afwachting van herplaatsing elders.

## Molenaarswoning
Deze woning werd in 1586 gebouwd als forestiershuis. Vermoedelijk werd het huis in 1665 herbouwd. In het derde kwart van de 20e eeuw werden dakkapellen en een klein klokkentorentje op het dak toegevoegd. Het gebouw heeft nog een kelder die overkluisd is met gewelven en een laatgotische haard die vermoedelijk nog uit het forestiershuis stamt.
- Inventaris van het Bouwkundig Erfgoed (Vlaanderen): 38791